# Perro esquimal canadiense

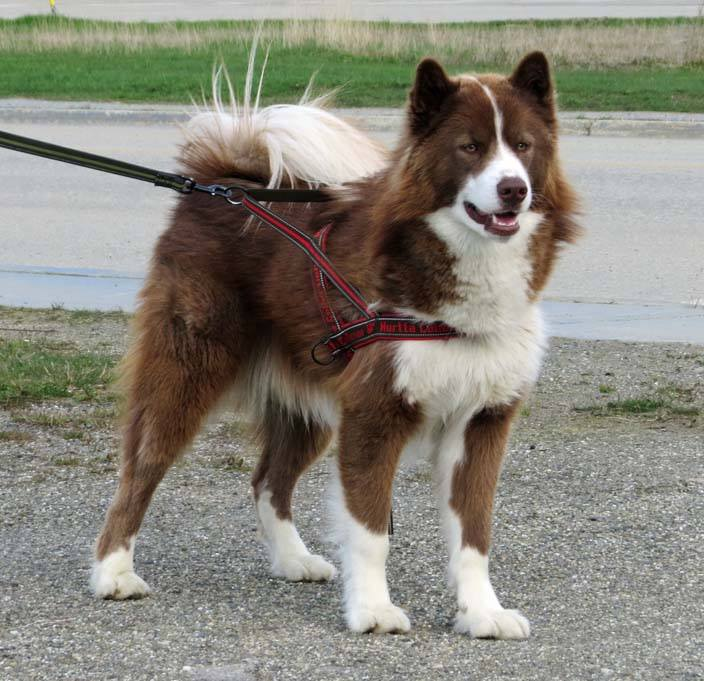
Perro esquimal canadiense

El Perro esquimal canadiense es una raza de perro ártica, considerada frecuentemente la más antigua de América del Norte y el más raro pedigrí que se conserva de caninos domésticos de indígenas.
 
Otros nombres incluyen Qimmiq (término Inuktitut para "perro") o el considerado más políticamente correcto Perro Inuit canadiense.
Aunque alguna vez fueron el método de transporte preferido de los Inuits en el Ártico canadiense, los equipos de perros de trabajo tradicionales se volvieron cada vez más raros en el Norte después de la década de 1960, cuando las motonieves se hicieron más populares, siendo estas más rápidas y eficientes. 
Hoy en día muchos habitantes del Norte y Nunavutmiut (Inuit que viven en Nunavut) prefieren utilizar la más rápida, aunque menos resistente, raza Alaskan Husky, haciendo aun menor la popularidad y disminuyendo las oportunidades de supervivencia de los cada vez más raros perros esquimales canadienses.

## Descripción

### Apariencia
El perro esquimal canadiense siempre debe ser de aspecto fornido, atlético e imponente. Debe ser de "físico poderoso" dando la impresión de que no está construido para la velocidad, sino más bien para el trabajo duro. Como es típico de las razas de perro de Pomerania, tiene orejas erectas, de forma triangular y una cola pesadamente emplumada que se realiza a través su espalda. Los machos deben ser claramente más masculinos que las hembras, que son más finas de huesos, más pequeños y, a menudo tienen una capa ligeramente más corto.
Su similitud superficial con los lobos se observó con frecuencia por los exploradores durante la expedición miera de 1819-1822. Señalaron que los oídos de los perros esquimales que encontraron fueron similares a los de los lobos americanos, y a sus patas delanteras le faltaba el punto negro por encima de la muñeca característica de los lobos europeos. La manera más segura de distinguir las dos especies se decía que era a través de la longitud y la postura de la cola, más corta y más curva en el perro.

### Pelaje y color
El pelo es muy espeso y denso, con un subpelo suave y a la vez rígido y áspero. El perro esquimal tiene una melena de piel más gruesa alrededor de su cuello, lo cual es bastante impresionante en los machos y agrega una ilusión de volumen adicional. Esta melena es menor en las hembras. Los perros esquimales pueden ser casi de cualquier color, y no un patrón particualr. Perros blanco sólido se ven a menudo, así como los perros de color blanco con manchas de otro color en la cabeza o, en el cuerpo y la cabeza. Plata maciza o perros de color negro son comunes también. Muchos de los perros de color blanco sólidos tienen como una máscara o marcas en la cara, a veces con manchas sobre los ojos. Otros pueden tener medias blancas y rayas nariz sin puntos para los ojos o máscara.

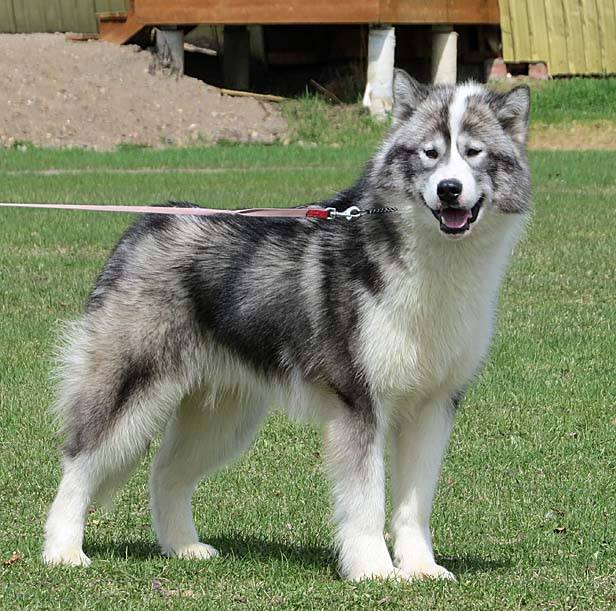
Perro esquimal canadiense o "Qimmiq".

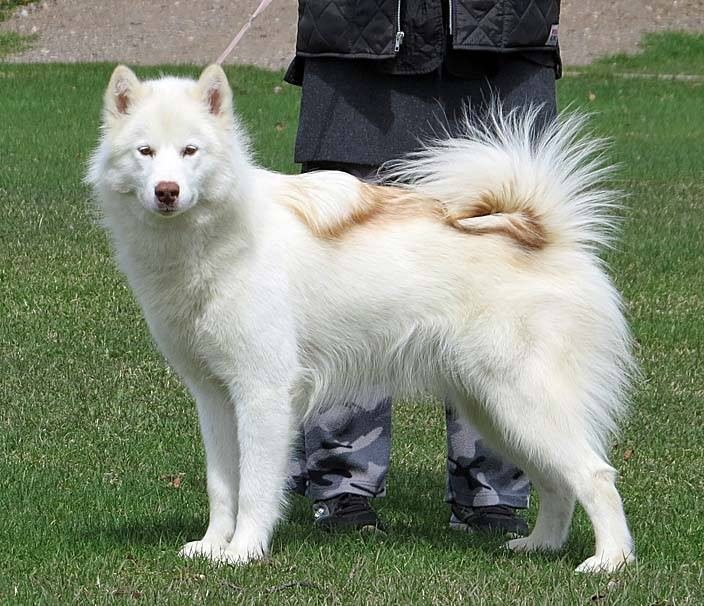
Perro esquimal canadiense en color blanco crema.

### Tamaño
El tamaño de los perros esquimales de Canadá depende de su sexo. Los machos pesan entre 30 y 40kg (66-88 lbs.) Y pueden tener una altura de 58-70cm (23-28 pulgadas) hasta el hombro. Las hembras pesan entre 18 y 30kg (40-66 lbs.) Y de pie 50-60cm (20-24 pulgadas).

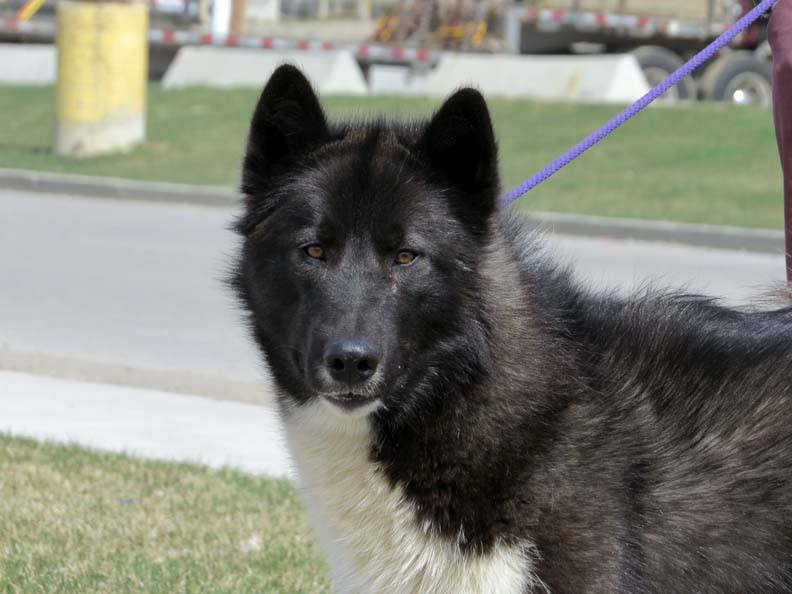
Perro qimmiq en color negro.